# Balásy Gyula
Balásy Gyula (Zirc, 1979. –) magyar közgazdász, a New Land Media Kft. és a Lounge-csoport tulajdonos-cégvezetője. A 2025-ös Befolyás-barométer szerint ő Magyarország 26. legbefolyásosabb személye.

## Családja
Balásy Gyula két leánygyermeknek az édesapja. Balásy Gyulának van egy féltestvére, Balásy Bulcsú.
Nagyapja második világháborús pilótatiszt, repülőmérnök, majd fafaragó, népművész Balásy Gyula volt.
Dédapja Sassy Attila magyar festőművész, grafikus volt.

## Életpályája

### Fiatalkora
Veszprémben nőtt fel.

### Tanulmányai
A veszprémi Vetési Albert Gimnáziumban végezte középfokú tanulmányait. 1997-ben Budapesten, a Modern Üzleti Tudományok Főiskoláján kezdett el közgazdaságtant tanulni. A kötelező szakmai gyakorlatot a Leo Burnett Worldwide nevű nemzetközi reklámügynökségnél végezte el.
Japán nyelven tud.